# Depot von Blažim
Das Depot von Blažim (auch Hortfund von Blažim) ist ein Depotfund der frühbronzezeitlichen Aunjetitzer Kultur aus Blažim im Ústecký kraj, Tschechien. Es datiert in die Zeit zwischen 2000 und 1800 v. Chr. Das Depot befindet sich heute im Südböhmischen Museum in Budweis.

## Fundgeschichte
Das Depot wurde 1887 bei einer Ausgrabung nordöstlich von Blažim in 1 m Tiefe in einer aschigen Schicht entdeckt. Etwa 80 m von der Fundstelle entfernt befand sich eine Siedlung, die entweder dem Neolithikum, der frühbronzezeitlichen Aunjetitzer Kultur oder der spätbronzezeitlichen Knovízer Kultur zuzuordnen ist. Beide Fundstellen fielen in den 1960er Jahren dem Braunkohleabbau zum Opfer.

## Zusammensetzung
Das Depot besteht aus neun bronzenen Ösenhalsringen. Neben ihm wurden ein Keramikgefäß und ein Schweinezahn gefunden. Die Ösenhalsringe waren ursprünglich alle kreisrund. Einige sind oval verformt, wobei unklar ist, ob dies erst rezent geschah oder bereits vor der Niederlegung. Ihr Gewicht liegt zwischen 133 g und 212 g und ihre Oberflächen sind leicht facettiert.